# سیارک ۱۳۳۹۰
سیارک ۱۳۳۹۰ (به انگلیسی: 13390 Bouska، نامگذاری:1999FQ3) سیزده هزار و سیصد و نودمین سیارک کشف شده‌است که در ۱۸ مارس ۱۹۹۹ کشف شد.
قدر مطلق سیارک برابر ۱۳٫۱۰ است.